# チャゴ少年のエンバウーラ事件
チャゴ少年のエンバウーラ事件（チャゴしょうねんのエンバウーラじけん、
Caso Tiago Machado）は、1969年2月6日ブラジルのピラスヌンガ地方で発生したといわれる、UFO及び、異星人への超近距離遭遇事件である。
農業高校の農園で働いていたチャゴ・マチャード（当時19歳）とその叔父は、上空に円盤を発見。UFOとの遭遇に際しては危険な事件が起きているとの噂を聞いていた叔父は危険なので早急に避難するようにチャゴに言ったが、チャゴは言うことを聞かなかった。
祖父の避難後も、そのUFOはどんどんとチャゴをめがけるかのように地上近く接近し、まもなく畑に着陸した。すると中から宇宙人が出てきた。
身長はおおよそ1メートル30センチほどで、全身が緑色状の宇宙服のようなものを着ており、頭には2本の角状に先が丸いアンテナのついたヘルメットをかぶっているという、きわめてステレオタイプ的なデザインであるが、その顔は、釣り上がった左右の目が段違いにずれ、眼球は青色に光っており、鼻は低く、歯は黒っぽく、のこぎりのようにギザギザであったという。また、お腹のあたりに、丸状に細かく深いシワが寄っていたという。
すると、その宇宙人は、スピーカーから聴こえてくるような金属的な低い声で「エンバウーラ」と発声したという。チャゴは「わからない」と叫び両手を挙げて振ったが、再び「エンバウーラ」と発声。両手を挙げて「わからない」と叫ぶと、宇宙人は突然銃をチャゴに向けて撃った。その銃からは、すさまじい光線が出たという。チャゴは足を撃たれたのか、太腿に激痛が走り、倒れてしまった。すると、更に宇宙人はチャゴに向かってふわりと浮くように歩いて近づいてきたため、すかさずチャゴは、遠のく意識の中、ポケットにあったタバコの箱を投げつけたが、まるで磁石のように宇宙人の手に吸い付いてしまったのだという。ようやく、村人がかけつけると宇宙人は円盤に乗って逃げていった…と言うのが日本のUFO本に載っている話であるが、ポルトガル語の元記事では、チャゴはタバコを勧めるつもりで、宇宙人に箱を投げた。そうしている内に、近所の人々が集まってきて騒ぎ出し、宇宙人はチャゴを銃撃して逃げ去った、ということになっている。
チャゴの足の痺れは医師の診断でも原因がわからなかったという。
あまりに出来すぎた話であるため、その信憑性にはかなり疑いがあることは言うまでもない。しかしながら、この事件は『ナショナル・エンクワイアラー誌』1970年10月28日号に以下のように掲載されていたため、何らかの奇妙な出来事が発生したことは確かなようである。
「着陸と同時に100人以上が離れた所でUFOを目撃、チャゴ・マチャード（当時19歳）はただ一人着陸した地域に侵入、いくつかの『生き物』に遭遇。うち一つは彼を気絶させ、1時間意識の無かった間に彼の足に打撃を与え、彼にチューブ状のもの（あるいは奇妙な棒とも表現）を向けた。この棒は爆発が起こせたらしい。後で医師が診断したところ、両方の腿に大きな赤い痣が認められた。彼は脱水症状だった上、3日間食欲不振に悩み、不眠症になり、目が異常に過敏になったためサングラスの着用を余儀なくされた」